# HIM
HIM var en finländsk rockgrupp bildad 1991 av sångaren och före detta basisten Ville Valo, gitarristen Mikko "Linde" Lindström samt basisten Mikko "Migé Amour" Paananen. Bandet har givit ut sju studioalbum och sålt mer än 4,5 miljoner album världen över. Gruppnamnet är en förkortning av det ursprungliga namnet His Infernal Majesty. Tidigare var de även kända under namnet "HER" eller "HIM and HER" i samband med den amerikanska lanseringen.

## Historia

### His Infernal Majesty
Bandet började som ett coverband med låtar från artister såsom KISS, Type O Negative, Danzig, Black Sabbath och Depeche Mode. Bandet låg på is under den första perioden på grund av militärtjänst och ett antal bandmedlemmar har hunnit avlösa varandra. Under perioden 1998 till 2000 spelade Zoltan Pluto keyboard, men gav sedan platsen till Janne Johannes "Emerson Burton" Puurtinen, 2001. Trummisen Mika Kristian "Gas Lipstick" Karppinen (född i Sverige) tog över trumpinnarna 1999.
I början kallade bandet sig för His Infernal Majesty men efter hand blev förkortning "HIM" allt vanligare och har nu kommit att användas som ett mer officiellt namn på bandet.

### HIM
1996 släppte de sin EP 666 Ways to Love: Prologue i Finland i enbart 1000 exemplar, men redan i slutet av året därpå kom de ut med sitt första fullängdsalbum Greatest Lovesongs Vol.666 med covern Wicked Game, ursprungligen framförd av Chris Isaak, samt Blue Öyster Cult's (Don't Fear) The Reaper.
HIM:s stora genombrott kom i samband med deras andra album Razorblade Romance 1999, och hitsingeln Join Me in Death som sålde över 500 000 kopior på två månader i Tyskland. År 2002 såldes Razorblade Romance i USA med bandnamnet HER istället för HIM på grund av ett annat band som hade namnet HiM.
Väntan blev lång för de nyvunna fansen, innan sitt tredje släpp startade de ett sidoprojekt med den blygsamme Linde, även kallad Lily Lazer, som frontman och sångare i bandet Daniel Lioneye. Migé anslöt sig till Lindes soloprojekt som basist, HIM:s producent Hiili Hiilesmaa tog platsen som keyboardist och Ville Valo blev bandets trummis. De släppte ett album i september 2001, The King of Rock'n'Roll, som dock inte blev någon större hit.
Under augusti 2001 släppte HIM sitt tredje album, Deep Shadows and Brilliant Highlights där deras senaste tillskott i form av Emerson Burton fanns med. Albumet gav bandet en stadig förstaplats på finska topplistor och fick dem att bli landets mest framgångsrika hemmaband sedan Hanoi Rocks under 1980-talet. Deras framgångar fortsatte med Love Metal, släppt 14 april 2003, som ett bevis på deras helt egna stil och som blev deras första album att inte ha Valo på omslaget. Istället lät de sin logo pryda omslaget, ett heartagram som skapats av Ville Valo. Singeln The Funeral of Hearts från detta album nådde en tredjeplats i Tyskland, samt även deras första placering på engelska topplistan, dock bara en 15:e plats.
År 2002 blev Razorblade Romance återutgivet och fanns att köpa i USA. HIM blev inte tillåtna att använda sig av sitt namn vid publiceringen på grund av att det amerikanska bandet HiM ägde rättigheterna till namnet. Därför ändrade de sitt namn till HER i USA. Till slut fick de köpa rättigheterna till namnet HIM, och kopior av albumet började tillverkas med det önskade namnet på albumen. Endast 1 000 riktiga kopior av albumet existerar med bandnamnet HER, vilket gör det till ett ovanligt samlarobjekt.
Under 2004 släpptes bandets första samlingsalbum, And Love Said No - Greatest Hits 1997-2004 med de nya låtarna And Love Said No samt Neil Diamond-covern Solitary Man. Året därpå kom deras femte album Dark Light som resulterade i ett stort genombrott i USA med singlarna Wings of a Butterfly och Killing Loneliness. Albumet sålde guld i oktober 2006, och HIM blev Finlands första band att sälja över 500 000 album i USA. Valos nära vän Bam Margera, känd från MTV och Jackass, hjälpte bandet med deras musikvideor.
HIM avbröt sin turné 2006–2007 för att jobba med det nya albumet som kom ut hösten 2007. HIM turnerade med Metallica sommaren 2007. En av HIM:s nya låtar, "Passions Killing Floor", är med i filmen Transformers. Den första singeln från den nya skivan Venus Doom är Kiss Of Dawn som Ville skrev till minne av en vän som tog livet av sig. Några andra låtar från Venus Doom är Love In Cold Blood, Passions Killing Floor, Venus Doom, Bleed Well och Dead Lover's Lane. HIM har också släppt en bok som heter HIM His Infernal Majesty. Den 14 och 15 november var HIM på en turné i Nordamerika, och ska spela in en liveskiva och DVD som kommer att kallas Digital Versatile Doom
Sommaren 2010 kom HIM till Sverige för en spelning på festivalen Pier Pressure i Göteborg.

## Genre
Deras genre är debatterad, de själva kallar sin musik för Love metal, vilket kan sägas vara en musikalisk blandning med inslag från gothrock, hårdrock och heavy metal. Musikstilen varierar dock både mellan album och mellan enskilda sånger.

## Heartagram

Heartagram

Heartagram är en symbol som Ville Valo skapade dagen efter att han fyllde 20. En av Villes kommentarer om heartagramet är "the heartagram stands for HIM as a band, as an entity, and for 'love metal' in general." vilket betyder ungefär " Heartagramet står för HIM som ett band, "existens" och för love metal i allmänhet." Symbolen är en blandning mellan ett pentagram och ett hjärta. 
Ett uppochnedvänt pentagram kan uppfattas som en symbol förknippad med djävulen, men heartagramet har inget med djävulen att göra. Valo har sagt att det symboliserar att allting har en motsats. Finns det kärlek, finns det också hat, finns det ljus finns det också mörker. Ibland är linjen synlig, ibland osynlig. HIM och Bam Margera delar heartagramet som symbol för sitt "varumärke". Valo har sagt att HIM har mycket att tacka Bam för att de slog igenom så stort som de gjorde i USA. Tack vare att Bam använde heartagramet kollade ungdomarna upp det och hittade då även till HIM och deras musik. Både Valo och Bam har tatuerat in flera olika heartagram på sina kroppar. Till exempel har de båda ett heartagram med vingar under naveln. Bam Margera har också använt heartagramet i Viva La Bam och på sina designade skateboards.

## Medlemmar
Senaste medlemmar

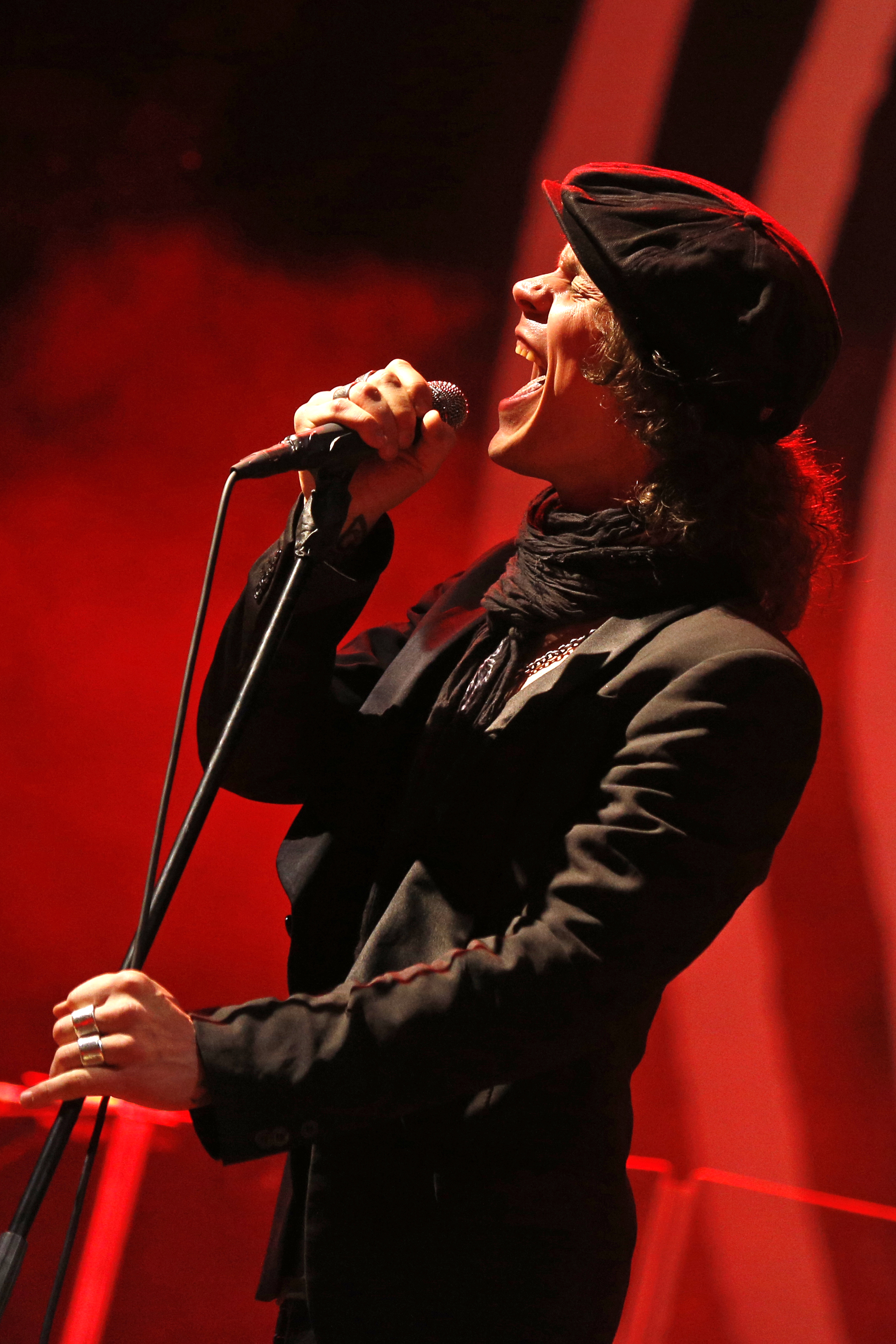
Ville Valo uppträder med HIM 2013

- Ville Valo – sång (1991–2017), basgitarr, trummor (1991–1995)
- Migé Amour (Mikko Paananen) – basgitarr (1991–1992, 1995–2017)
- Linde (Mikko Viljami Lindström) – gitarr (1993–2017)
- Emerson Burton (Janne Puurtinen) – synthesizer (2001–2017)
- Kosmo (Jukka Kröger) – trummor (2015–2017)

Tidigare medlemmar
- Juippi – trummor (1991–1992)
- Oki (Oskari Kymäläinen) – rytmgitarr (1991–1992, 1995–1996)
- Juha Tarvonen – trummor (1993–1995)
- Antto Melasniemi – keyboard (1995–1997)
- Juhana Tuomas "Pätkä" Rantala – trummor (1995–1999)
- Jussi-Mikko "Juska" Salminen – keyboard (1998–2000)
- Gas Lipstick (Mika Karppinen) – trummor (1999–2015)[6]

Turnerande medlemmar
- Sergei Ovalov – keyboard (1999)

## Diskografi

### Demo
- 1992 – Witches and Other Nightfears
- 1995 – This Is Only the Beginning (Egentligen två namnlösa demoskivor, varpå man förmodar att det fanns totalt 7 låtar. "Smeknamnet" för dessa demoskivor har tillkommit på grund av det konstaterande som fanns på originaletuiet This Is Only the Beginning)

### Studioalbum
- 1997 – Greatest Lovesongs Vol. 666
- 1999 – Razorblade Romance
- 2001 – Deep Shadows and Brilliant Highlights
- 2003 – Love Metal
- 2005 – Dark Light
- 2007 – Venus Doom
- 2010 – Screamworks: Love in Theory and Practice
- 2013 – Tears on Tape

### Livealbum
- 2008 – Digital Versatile Doom

### EP
- 1996 – 666 Ways to Love: Prologue
- 2003 – Razorblade Romance Extractions
- 2012 – Live in Hel

### Samlingsalbum
- 2002 – The Single Collection
- 2004 – And Love Said No: Greatest Hits 1997-2004
- 2006 – Uneasy Listening Vol. 1
- 2007 – Uneasy Listening Vol. 2
- 2007 – Uneasy Listening Vol. 1 & 2
- 2010 – SWRMXS
- 2012 – XX - Two Decades of Love Metal